# Jared Brown
Jared Brown (ur. 21 lutego 1986 w Gardner, Kansas) – amerykański hokeista.

## Kariera
- Lone Star Cavalry (2003-2004)
- Santa Fe Roadrunners (2004-2005)
- Lincoln Stars (2005-2007)
- Northern Michigan University Wildcats (2007-2011)
- Quad City Mallards (2011-2012)
- HC GKS Katowice (2012)
- Rapid City Rush (2012-2014)
- Missouri Mavericks (2014-2015)
- Ducs de Dijon (2015)
- STS Sanok (2015-2016)
- Orlik Opole (2016)
- Debreceni HK (2016-2017)
- MAC Budapeszt (2017-2019)
- Újpesti TE (2019)
- ASC Corona 2010 Braszów (2019-2020)

W swojej karierze występował w klubach lig NAHL, USHL, NCAA (przez cztery lata w barwach zespołu akademickiego uczelni Northern Michigan University). Od marca 2011 zawodnik w rozgrywkach CHL. Od połowy 2012 zawodnik HC GKS Katowice w ekstralidze polskiej. W pierwszej części sezonu 2012/2013 był określany jako objawienie ligi. Odszedł z klubu w połowie października 2012. Powrócił wówczas do USA i został zawodnikiem zespołu Rapid City Rush w lidze CHL. Przedłużał kontrakt z klubem w lipcu 2013 i w lipcu 2014. W październiku 2014 został graczem Missouri Mavericks w lidze ECHL. Od sierpnia 2015 zawodnik francuskiego klubu Ducs de Dijon w pierwszoligowych rozgrywkach Ligue Magnus. Od połowy grudnia 2015 zawodnik STS Sanok w Polskiej Hokej Lidze. Od lipca do grudnia 2016 zawodnik Orlika Opole. Od grudnia 2016 zawodnik węgierskiego klubu Debreceni HK. Po sezonie odszedł z klubu, który zawiesił działalność. Od lipca 2017 zawodnik drużyny MAC Budapeszt. W maju 2019 przeszedł do innego klubu z Budapesztu, UTE. Za porozumieniem stron odszedł z niego pod koniec października 2019. W listopadzie 2019 został zawodnikiem rumuńskiego zespołu ASC Corona 2010 Braszów.
Jako zawodnik zyskał pseudonim Brownie.

## Sukcesy
Klubowe
- Złoty medal mistrzostw Węgier: 2018 z MAC Budapeszt
- Złoty medal Erste Liga: 2018 z MAC Budapeszt

Indywidualne
- USHL (2006/2007): pierwszy skład gwiazd
- CHL (2011/2012): skład gwiazd pierwszoroczniaków